# Sistemul lui Law

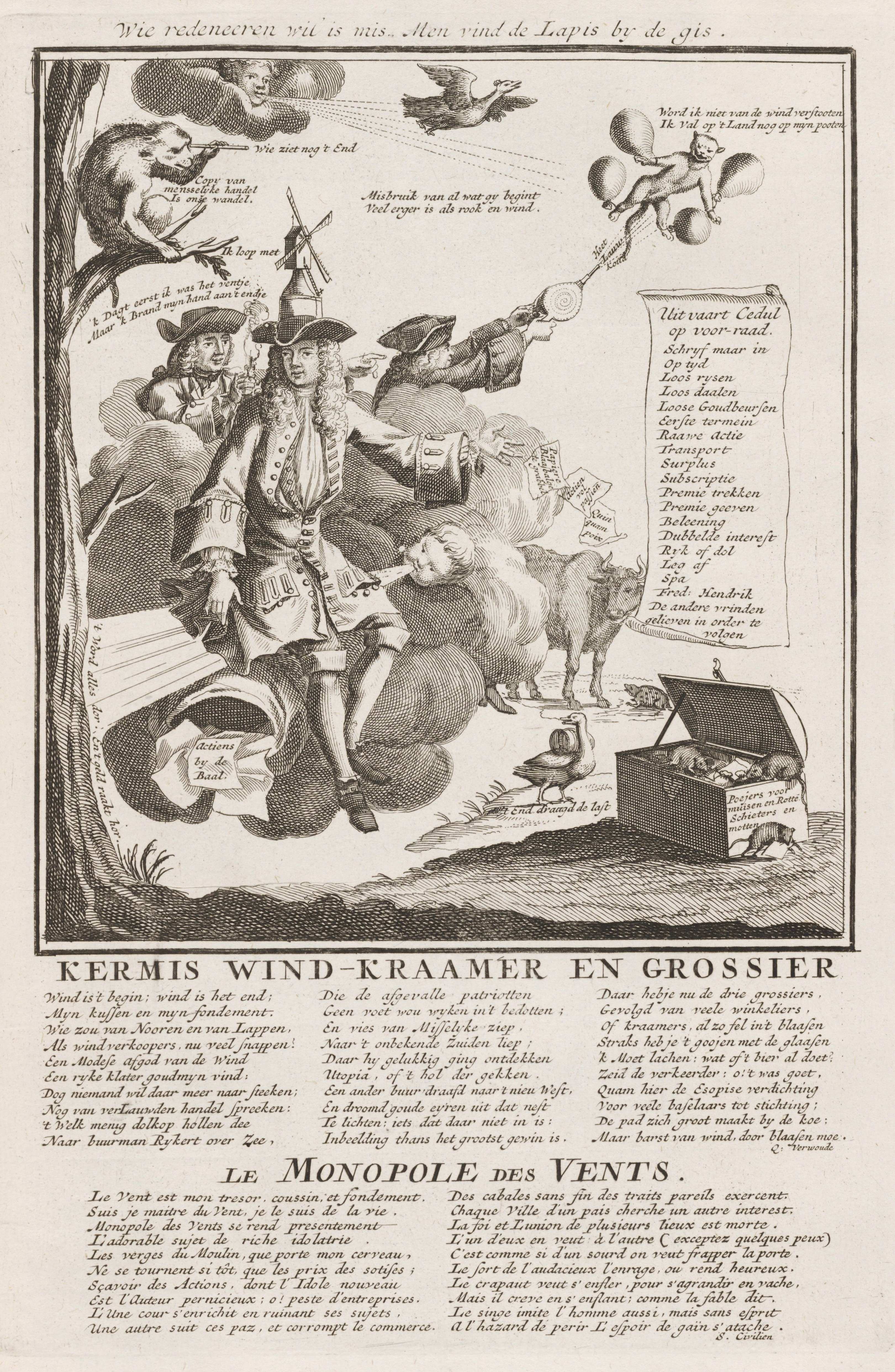
Caricatură a lui John Law de Lauriston și a sistemului său (1720)

Sistemul lui Law este un sistem economic dezvoltat de scoțianul John Law. El recomandă folosirea banilor de hârtie mai degrabă decât moneda de metal, banii de hârtie având avantajul că circulă cu ușurință între indivizi, iar această circulație creează bogăția reală a unei economii.
Acest sistem va fi încercat în Franța, din 1716 până în 1720, mai întâi cu succes, succes care a permis Băncii Generale — organism strict financiar —să sporească până la înghițirea companiilor și activității coloniale franceze a societății sale surori, Compania Perpetuă a Indiilor. Dar vasalitatea acestui sistem al statului francez, cerându-i-se să ia în sarcină datoriile finanțelor franceze, și speculația care se joacă pe acțiunile companiei lui Law vor ruina, până la urmă, sistemul. Când acționarii, în 1720, vor cere să-și recupereze aurul, acesta dispăruse pentru a descurca casieriile statului, iar bogățiile coloniale nu sosiseră încă: sistemul trebuie să-și admită bancruta.

## Nașterea sistemului
John Law sosește în Franța în 1714. Este primit de ducele de Orléans, care îl recomandă lui Nicolas Desmarets, controlor general al finanțelor. În 1715, Ludovic al XIV-lea moare, iar Ludovic al XV-lea fiind copil, ducele de Orléans devine Regent. Finanțele  regatului erau dezastruoase ca urmare a deceniilor de război. Datoria se ridica atunci la 3,5 miliarde de livre , adică echivalentul a zece ani de încasări. Regentul îl întâlnește din nou pe Law și, convins de sistemul acestuia, l-a impus consilierilor săi, Noailles, Rouillé și Amelot.
La data de 2 mai 1716, Law este autorizat prin edict să creeze o bancă privată, după modelul Băncii Angliei, care ia denumirea de Banca Generală, situată pe strada Quincampoix din Paris. Capitalul acestei bănci s-a ridicat la 6 milioane de livre, repartizate în 1.200 de acțiuni, plătibile pentru un sfert în numerar, iar restul în « hârtii de stat ». Banca a cunoscut un succes imediat. La 10 aprilie 1717, un nou edict a lărgit privilegiile băncii: bancnotele pe care le emite, convertibile în aur, pot fi folosite la plata impozitelor.

## Dezvoltarea sistemului

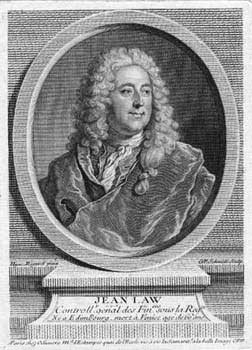
John Law controlor al Băncii Regale – Gravură de Georg Frederick Schmidt (1738, după Hyacinthe Rigaud (prin 1719-1720).

La 23 august 1717, Law obține retrocesiunea privilegiilor Companiei Louisianei, cedată de financiarul Antoine Crozat pentru cumpărarea unei datorii față de stat. La 6 septembrie, Law a creat Compania Occidentului, pentru coloniile franceze din America și din Senegal, rapid supranumită Compania Mississipiului. De atunci, deține monopolul comercial al Louisianei pe douăzeci și cinci de ani, cu obiectivul de a popula colonia cu 6.000 de albi și 3.000 de negri, în zece ani, pentru a concura Spania și Anglia. Capitalul său se ridică la 100 de milioane de livre, repartizate în 200.000 de acțiuni, plătibile în hârtii de stat, comportând 4% dividende. Acesta reprezintă încă un succes: Law prezintă Louisiana drept o țară a abundenței (unde curge lapte și miere!) pentru a atrage capitalurile, dar coloniștii nu sunt suficient de numeroși la plecare, iar cei mai mulți dintre ei pleacă pentru a scăpa de muncă silnică. Operațiunea permiterea unei datorii publice de 60 de milioane de livre.
Dar Law înțelege să facă din cele două instituții ale sale niște instituții publice. În mintea sa, cele două sunt legate: este vorba de a atrage restul de monedă metalică în circulație în regat pentru a o înlocui cu bani de hârtie, garantăți de puterea economică a Franței. Potrivit lui Law, aceasta din urmă este  în mod virtual nelimitată: ea se sprijină pe exploatarea coloniilor franceze. Dacă Regentul a fost câștigat de aceste teorii, ele nu întâlnesc decât puțin sprijin în alte părți. Doar abatele Dubois, și ducele de Saint-Simon îi sunt partizani, la drept vorbind doar călduți.
Banca Generală devine Bancă Regală, la 4 decembrie 1718, bancnotele devin astfel garantate de Rege. În 1719, compania absoarbe Compania Franceză a Indiilor Orientale, Compania Chinei și alte societăți comerciale rivale. Devine astfel Compania Perpetuă a Indiilor. Law obține, în plus, monopolul tabacului și răscumpără cu forța monopolul impozitelor directe de la frații Paris. În iulie 1719, compania primește monopolul emisiunii monetare din Franța. În sfârșit, în octombrie, ea primește și încasările generale.
Instituțiile lui Law au pus mâna, de acum înainte, pe ansamblul comerțului exterior și al sistemului fiscal al Franței. Acțiunile companiei permit rambursarea datoriilor statului. Law spera atunci că un mai bun control al sistemului și o mai bună gestiune vor permite profituri substanțiale. Pe de altă parte, compania împrumută 1,2 miliarde de livre acestuia din urmă, cu o dobândă de 3%. Un al doilea împrumut de 200 de milioane de livre servește la rambursarea agențiilor zise « inutile ». Aceste împrumuturi conduc la creșteri succesive de capital, lăsând astfel curs liber speculei: acest fenomen este imortalizat în faimoasele scene de pe strada Quincampoix imortalizate de Cocoșatul de Paul Féval și satirizate de Lesage în Turcaret.

## Criza

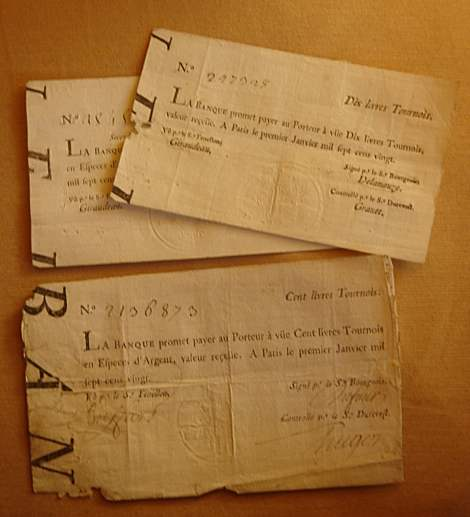
Judecând după numeroasele găuri făcute cu acul, ultimele bancnote au circulat mult.

În 1720, banca și compania fuzionează. Law, convertit la catolicism de abatele de Tencin, care îl secondează cu eficacitate, este numit controlor general al finanțelor, la 5 ianuarie, pentru atragerea de capital. Situația se ambalează: pentru a sparge tradiționala tezaurizare franțuzească de aur și de argint, John Law interzice posesia a mai mult de 500 de livre de metale prețioase de familie, sub pedeapsa de confiscare și de amendă. O recompensă este promisă denunțiatorilor, iar perchezițiile au loc, chiar și la oamenii bisericii. La 11 martie, pentru a descuraja publicul de moneda metalică, Law suspendă valoarea liberatorie a aurului, cu data de 31 decembrie. Atunci, opinia publică mustră, sunt arestați « semănătorii de zvonuri false », care sunt deportați în colonii, ceea ce creează un scandal. Din 24 martie, bancruta este deja cunoscută de inițiați. 
În mod paralel, propaganda ochestrată de Law despre Eldorado-ul din Louisiana nu mai este ascultată de nimeni. Persoanele importante, ca  Louis Armand de Bourbon-Conti, prinț de Conti, sau ducele de Bourbon, vin la sediul băncii, pe strada Quincampoix, în persoană, să-și retragă aurul, ceea ce provoacă răzmerițe. Cursurile acțiunilor sunt în scădere, fără ca Law să poată reuși să le controleze. La 17 iulie, 7 morți sunt adunați, ca urmare a răzmeriței de pe strada Quincampoix. La 21 iulie, un decret instituie o semibancrută. Parlamentul, care încearcă să reziste,  este exilat la Pontoise. Acest lucru, conduce la precipitarea căderii sistemului, care este suprimat prin paliere, în septembrie și în octombrie. La 10 octombrie, se anunță suspendarea bancnotelor, începând din 1 noiembrie.
Sistemul lui Law nu mai este. John Law, însuși, care a demisionat din funcția de controlor general al finanțelor, fuge din Paris, la 4 noiembrie, înainte de a se exila la Veneția. Este înlocuit în funcție de Le Peletier de La Houssaye.

## Lichidarea sistemului
Lichidarea sistemului este încredințată fraților Paris, foști intendenți militari îmbogățiți în timpul Războiului de Succesiune a Spaniei. Un decret din 28 octombrie îi obligă pe deținătorii de acțiuni să le ducă la ștampilat, la sediul societății. Cei considerați « de bună credință » le vor primi cam peste opt zile, ceilalți… peste trei ani.
Sistemul « ștampilei » este eșalonat din 2 ianuarie 1721 până în ianuarie 1722. Se referea la 2,5 miliarde de livre de hârtie, pentru un total de 511.000 de deponenți Această recesiune permite să se estimeze populația atinsă de sistemul lui Law: circa 2 milioane de persoane, adică 10% din populația de atunci Franței. Printre deponenți, 251.000 dețineau mai puțin de 500 de livre, iar 100.000 mai mult de 1.000 de livre. La sfârșitul « ștampilării », datoria a regresat, la 1,7  de livre. 185 de speculanți au fost amendați, cu o sumă totală de 187 de mioane de livre. Cele două cincimi de « vizați » au fost indemnizați, în totalitate. Cei cu sub 400 de livre, au fost cu toții indemnizați. Cei mai puțin bogați n-au fost, prin urmare, penalizați de căderea sistemului.

## Bilanț
Sistemul lui Law a permis să se ia în sarcină o parte din datoria statului. Acesta, momentan mai liber în mișcări, a putut susține războiul contra Spaniei. Mai discret, această adiere de aer financiar i-a permis să corupă unii miniștri austrieci, și fără îndoială trupele irlandeze trimise de Spania pentru sprijinirea conspirației lui Pontcallec.
Totuși, căderea sistemului a făcut Franța, pe termen lung, neîncrezătoare în banii de hârtie: a  ruinat un mare număr de acționari, îmbogățindu-i considerabil pe cei care au știut să-și revândă acțiunile la timp. Sistemul lui Law a permis, prin urmare, o anumită mobilitate socială, dar și a suscitat ranchiune tenace.
În domeniul economic, mai buna circulație a monedei a dinamizat comerțul exterior, îndeosebi spre colonii.
În perioada care urmează, negustorii sunt conștienți că oferta de monedă poate crește. Compania Indiilor trimite 11 nave pe an în Indii, în perioada 1720 – 1770, față de 3 sau 4 pe an, în perioada 1664 – 1719. Aproape jumătate din produsele care vin din Orient, în valoare, sunt metale prețioase, care se recicleză  în circuitul economic.